# 圣让德利耶
圣让德利耶（法語：Saint-Jean-de-Lier，法語發音：[sɛ̃ ʒɑ̃ də lje]）是法国朗德省的一个市镇，属于达克斯区。

## 地理
圣让德利耶（43°47'22"N, 0°52'43"W）面积8.15 平方千米，位于法国新阿基坦大区朗德省，该省份为法国西南部沿海省份，是法國本土面积第二大的省，北起吉倫特省，西临大西洋，南至大西洋比利牛斯省，东临热尔省，东北与洛特-加龍省接壤。
与圣让德利耶接壤的市镇（或旧市镇、城区）包括：贝加尔、卡桑、古斯、卢埃尔、阿杜尔河畔蓬通克斯、维克多里巴特。

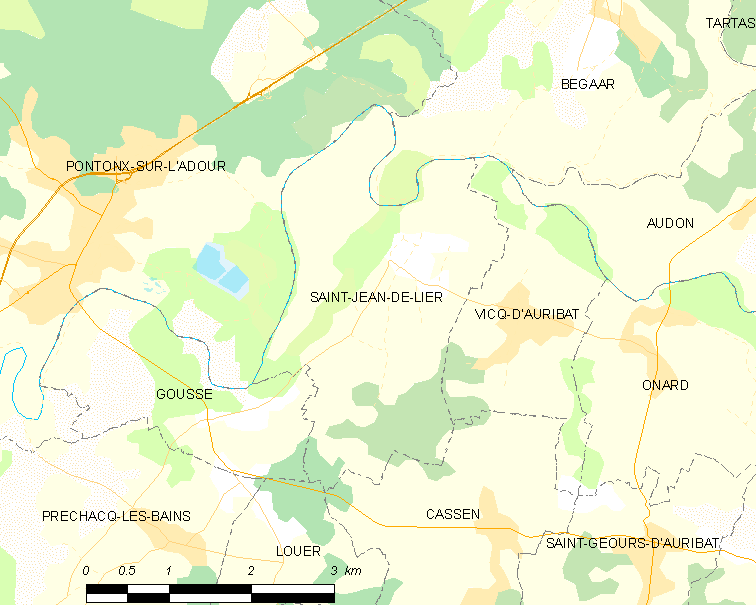
圣让德利耶的OSM定位图

圣让德利耶的时区为UTC+01:00、UTC+02:00（夏令时）。

## 行政
圣让德利耶的邮政编码为40380，INSEE市镇编码为40263。

## 政治
圣让德利耶所属的省级选区为沙洛斯山坡县。

## 人口

1962-2008年间圣让德利耶人口变化图示

圣让德利耶于2022年1月1日时的人口数量为407人。